# Luisa Becherucci
Luisa Becherucci (Florencia, 29 de mayo de 1904-ibíd., 19 de marzo de 1988) fue una historiadora del arte, museóloga y docente italiana.

## Biografía
Obtiene la licenciatura con Pietro Toesca, con una tesis sobre las esculturas del Duomo de Firenze, y el diploma de perfeccionamento en Roma con Adolfo Venturi.
Empieza su carrera en el 1933 como funcionaria de la Superintendencia, inspectora primera en Nápoles y luego en Emilia Romagna, donde colabora con la muestra del 1938 sobre Melozzo da Forlì, con la directiva de Roberto Longhi, curada de Cesare Gnudi y Carlo Ludovico Ragghianti. Sus primeras investigaciones fueron sobre la arquitectura y escultura fiorentina del Cuatrocientos y luego a la arquitectura y escultura italiana del Quinientos. En el 1939 vuelve a Florencia, a la Superintendencia de los monumentos donde queda algún año después de finalizar la Segunda Guerra Mundial. 
En ocasión de la Muestra del '500 toscano de Florencia en 1940, escribe un ensayo en la revista Las artes. Inicia los estudios críticos sobre el manierismo; en el 1943 escribe sobre los dibujos del Pontormo y en el 1944 escribe "Manieristi Toscani" corrigiendo los esbozos en el rifugio antiaéreo del Palacio Pitti. En el 1955 prosigue estudios con un ensayo sobre los dibujos de Andrea del Sarto y en 1958 firma la voz sobre “manera y manieristi” de la Enciclopedia Universal del Arte. Llegada a la Superintendencia de las Galerías de Florencia, desarrolla interés en la museología, dirige y reordena el Museo nacional de San Marco, curando en 1955 la muestra sobre el Beato Angelico, en la Galería de la Academia. Finalmente en 1957 es subdirectora de Roberto Salvini en la dirección de la Galería de los Uffizi y asume la superintendencia en 1960 que mantiene hasta 1969, año de su pensionamiento.
Es protagonista de episodios vistosos, como el vuelo a EE. UU. en 1963 con Rodolfo Siviero para recuperar dos tabletas de Antonio del Pollaiolo que representa a los trabajos de Hércules robado por los nazis y llevadas a Estados Unidos.
En ocasión del aluvión de Florencia de 1966 acude a los Uffizi en la noche entre el 3 y el 4 de noviembre para poner a salvo de las aguas del Arno capolavori en peligro y los preciosos originales de los inventarios conservados en el mezzanino de las escaleras. Luego hace una muestra de 43 piezas del título: Dipinti salvados de la llena de la Arno.
Murió en 1988 en Florencia. En su casa en via Gioberti se mantienen sus papeles y documentos, a lo largo del archivo de la familia, una familia de empresarios y comerciantes de productos básicos perecederos, activa hasta finales del siglo XIX en los negocios en toda Europa. Muy unida a su familia, se ha editado una historia en un manuscrito autógrafo.

## Enseñanza
En 1967 la museología es material de enseñanza universitaria, Luisa es una de las primeras docentes impartiendo los fundamentos en la Universidad internacional del Arte (UIA) y en las universidades de Pisa, Florencia y Urbino. En 1972 funda y dirige con Luciano Beberte la revista Museologia del Centro de investigaciones de la UIA. Por veinte años, enseña y pública. Es docente primero en la Universidad de Siracusa de Florencia, y siguió en la Universidad de Pisa y luego de la UIA. Sus Lecciones de Museología se publicaron póstumamente.

## Obra
- 1934. La scultura italiana del Cinquecento. Firenze, ed. Novissima enciclopedia monografica illustrata.

- 1936. L'architettura italiana del Cinquecento. Firenze, ed. Novissima enciclopedia monografica illustrata.

- 1943. Disegni del Pontormo, curadora Luisa Becherucci. Bergamo, ed. Istituto italiano d'Arti grafiche.

- 1944. Manieristi toscani. Bergamo, ed. Istituto italiano d'Arti grafiche.

- 1969. Il Museo dell'Opera del Duomo a Firenze, curadoras Luisa Becherucci, Giulia Brunetti. Firenze, ed. Cassa di risparmio di Firenze.

- 1983. I musei di Santa Croce e di Santo Spirito a Firenze, curadora Luisa Becherucci. Milán, ed. Electa ISBN=88-435-0996-9

- 1998. I tesori degli Uffizi. Firenze, ed. Giunti ISBN 88-09-21435-8

- 1995. Lezioni di museologia: 1969-1980, curadoras Alberto Boralevi, Monica Pedone. Firenze, ed. UIA.